# Colpo
Colpo is een gemeente in het Franse departement Morbihan (regio Bretagne). De plaats maakt deel uit van het arrondissement Vannes. De gemeente telde 2.258 inwoners op 1 januari 2022.

## Geografie
De oppervlakte van Colpo bedroeg op 1 januari 2022 26,48 vierkante kilometer; de bevolkingsdichtheid was toen 85,3 inwoners per km².

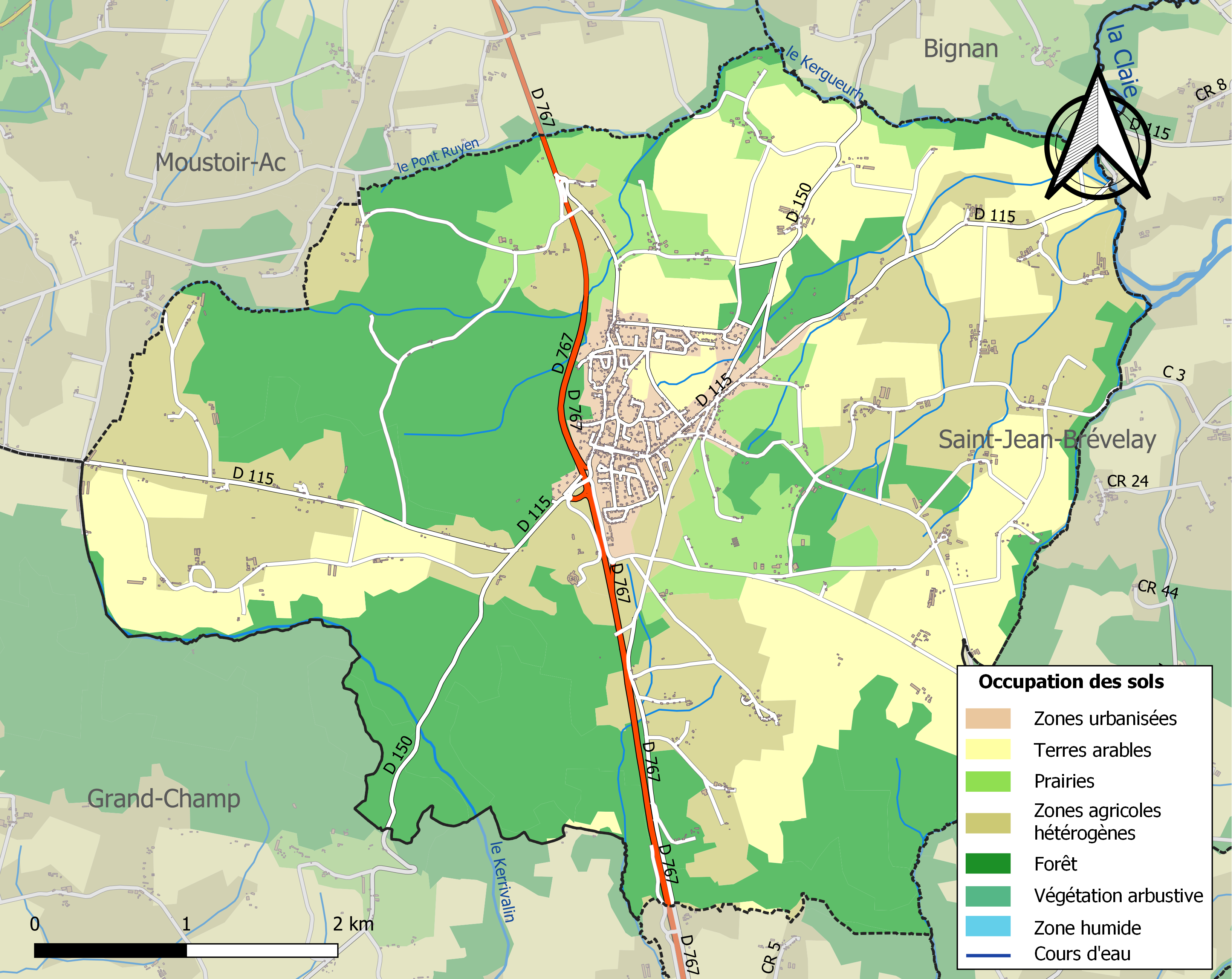
Kaart van de gemeente met de belangrijkste infrastructuur, bodemgebruik en omliggende gemeenten

## Demografie
Onderstaande figuur toont het verloop van het inwonertal, bron: INSEE-tellingen. 

## Partnerschap
- Villa Vicentina